# Billy Murphy
Billy Murphy (ur. 23 maja 1893, zm. 7 stycznia 1962) – angielski piłkarz, który występował na pozycji pomocnika.
Piłkarską karierę rozpoczął w amatorskim klubie Alexandra Victoria, skąd w lutym 1918 przeszedł do Manchesteru City. W lidze zadebiutował 13 września 1919 w meczu przeciwko Bolton Wanderers. W ciągu siedmiu sezonów zaliczył w City 220 występów i zdobył 31 bramek. W sierpniu 1926 został zawodnikiem Southampton, w którym grał przez trzy lata. W czerwcu 1929 przeszedł do Oldham Athletic
.